# Károly Reich

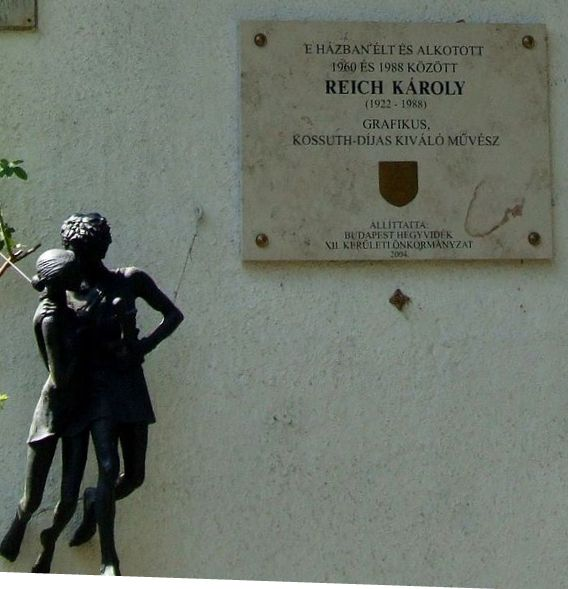
Károly Reich, Erinnerungstafel in Budapest, Tusnádi-Strasse 37

Károly Reich (* 8. August 1922 in Balatonszemes, Königreich Ungarn; † 7. September 1988 in Budapest) war ein ungarischer Illustrator.

## Leben
Károly Reich stammte aus einer armen Familie. Nach sechs Jahren Volksschule machte bei der örtlichen Genossenschaftsniederlassung eine kaufmännische Lehre. Er wurde nach Budapest versetzt und arbeitete fortan in einer Werbeabteilung. Die Firma delegierte ihn zum Arbeiterstudium an die Hochschule für Kunstgewerbe. Das Studium schloss er 1948 ab. Seit 1950 arbeitete er als freier Künstler. Seine erste Einzelausstellung hatte er 1964. Mit Tusch-, Bleistift- und Kreidezeichnungen, Wasserfarbmalereien und Pastellbildern illustrierte er über 300 Bücher vorwiegend der Kinder- und Jugendliteratur, darunter Werke von Elek Benedek, Ferenc Molnár, Magda Donászy, Ágnes Bálint und  István Fekete. Die 1985 produzierte achtteilige Filmserie Vackor az elsö bében basiert auf Reichs Bilderwelt.
Reich formte später auch Kleinplastiken, die 1987 erstmals ausgestellt wurden. Er erhielt 1955 den Munkácsy-Preis und 1963 den Kossuth-Preis. Reich bezeichnete seine Tätigkeit als Handwerk, den Begriff Künstler lehnte er für sich ab.
Die ungarische Post brachte 2010 zwei Europa-Briefmarken mit einem Bären von Reich heraus. An seinem Geburtsort Balatonszemes ist eine Ausstellung eingerichtet.

## Buchillustrationen
- Magda Donászy: Der Rabe und der Fuchs. Budapest: Corvina-Verlag, 1978
- Gyula Illyés: Der kleine Schweinehirt. Budapest: Corvina-Verlag, 1975
- Hannes Hüttner: Das goldene Buch der Tiere. Berlin: Kinderbuchverlag, 1975
- Friedl Hofbauer: Das goldene Buch der Tiere im Wald und auf der Wiese. Düsseldorf: Hoch-Verlag 1974
- Katalin Szécsi: Versteckspiel der Tiere. Budapest: Corvina, 1974
- Pastorale. Budapest: Képzőművészeti Alap Kiadóvállalata  1973
- Ferenc Móra: Hóember. Budapest: Ifjúsági Könyvkiadó, 1972[6]
- Gerlinde Schneider:  Aljoscha und der Hecht. Budapest: Corvina-Verlag, 1972
- Was ist das?. Budapest: Corvina-Verlag, 1971
- Das goldene 1x1. Düsseldorf: Hoch, 1971
- Ursula Wölfel; Das goldene ABC. Berlin: Kinderbuchverlag, 1966
- József Borsi Darázs: Dann kommt der Weihnachtsmann. Berlin: Kinderbuchverlag, 1966
- Ferenc Molnár: A Pál utcai fiúk. Budapest, Móra Kiadó, 1964 (Die Jungen von der Paulstraße)
- Ágnes Bálint: A szitakötők szigetén. Budapest, Móra Kiadó, 1969
- Ferenc Móra: Kincskereső kisködmön. Budapest, Móra Kiadó, 1968
- Emil Kolozsvári Grandpierre: A lóvátett sárkány. Budapest, Magvető Könyvkiadó, 1983